# Rue Archereau
La rue Archereau est une rue située dans le 19e arrondissement de Paris (quartier de la Villette)

## Situation et accès
La rue Archereau se situe au sein du quartier prioritaire Stalingrad Riquet . Elle est accessible par la ligne 7 station Crimée ,le bus 54 a Cambrai et ligne 2 station La Chapelle de la on prend la traverse Ney Flandre pour descendre à Mathis .
C'est une rue réputée pour ses faits divers due a son implantation dans ce quartier particulièrement sensible de la capitale et de ses bandes .

## Origine du nom
Elle porte le nom d’Henri Adolphe Archereau (1819-1893), inventeur et ingénieur du XIXe siècle ayant vécu plus de cinquante ans dans ce quartier de Paris.

## Historique
La rue fut ouverte en 1906 dans le prolongement de la rue de Cambrai, puis prolongée en 1912, appelée initialement « rue de Cambrai prolongée », elle prend sa dénomination actuelle par un arrêté du 2 octobre 1924.
C'est aussi une des trois rues, avec la rue Mathis et l'avenue Jean-Jaurès, où se situe le célèbre Cours Florent, un cours d'art dramatique d'où sont issus de nombreux acteurs français.